# MMC Studios Cologne

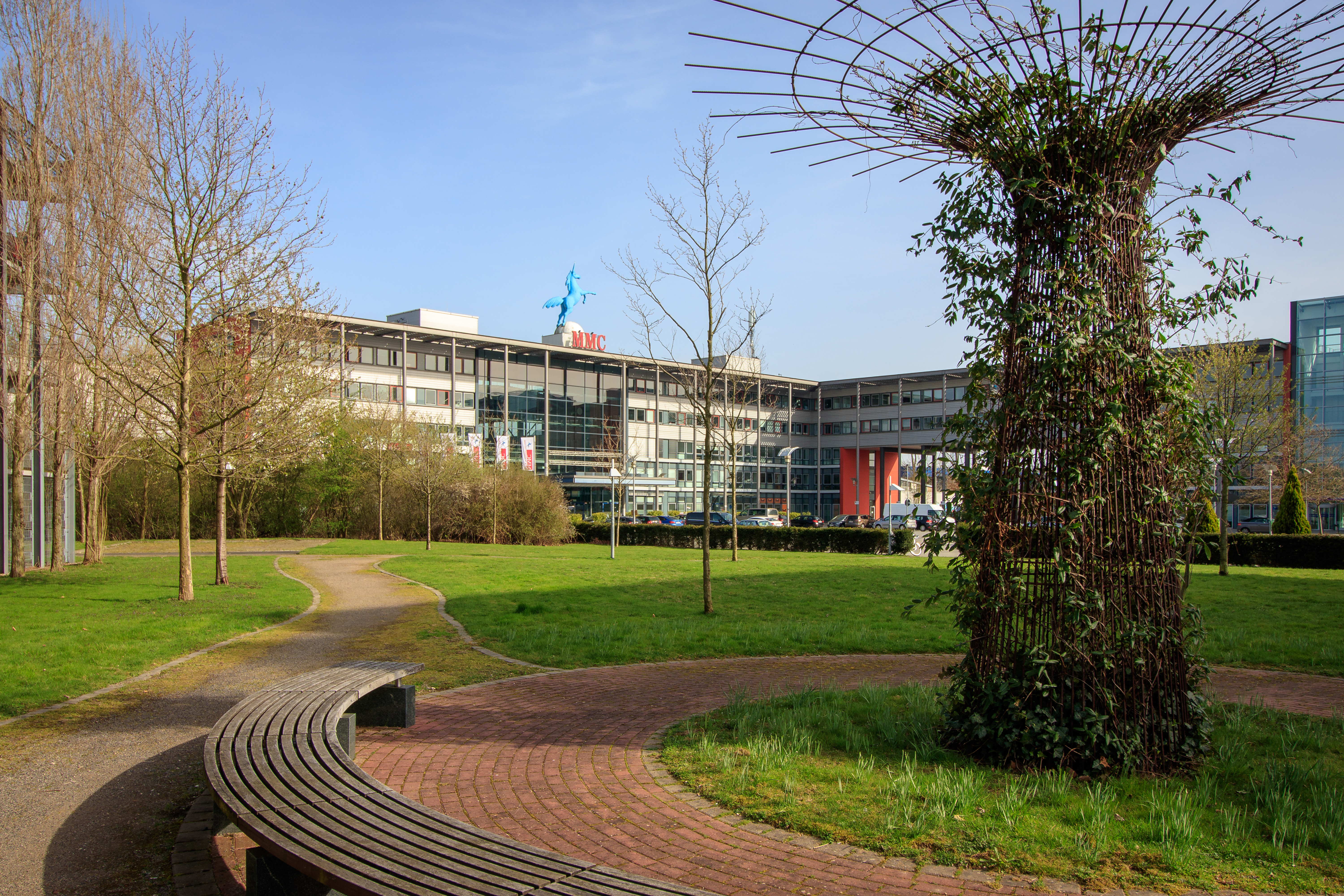
Eingangsgebäude Coloneum in Köln-Ossendorf

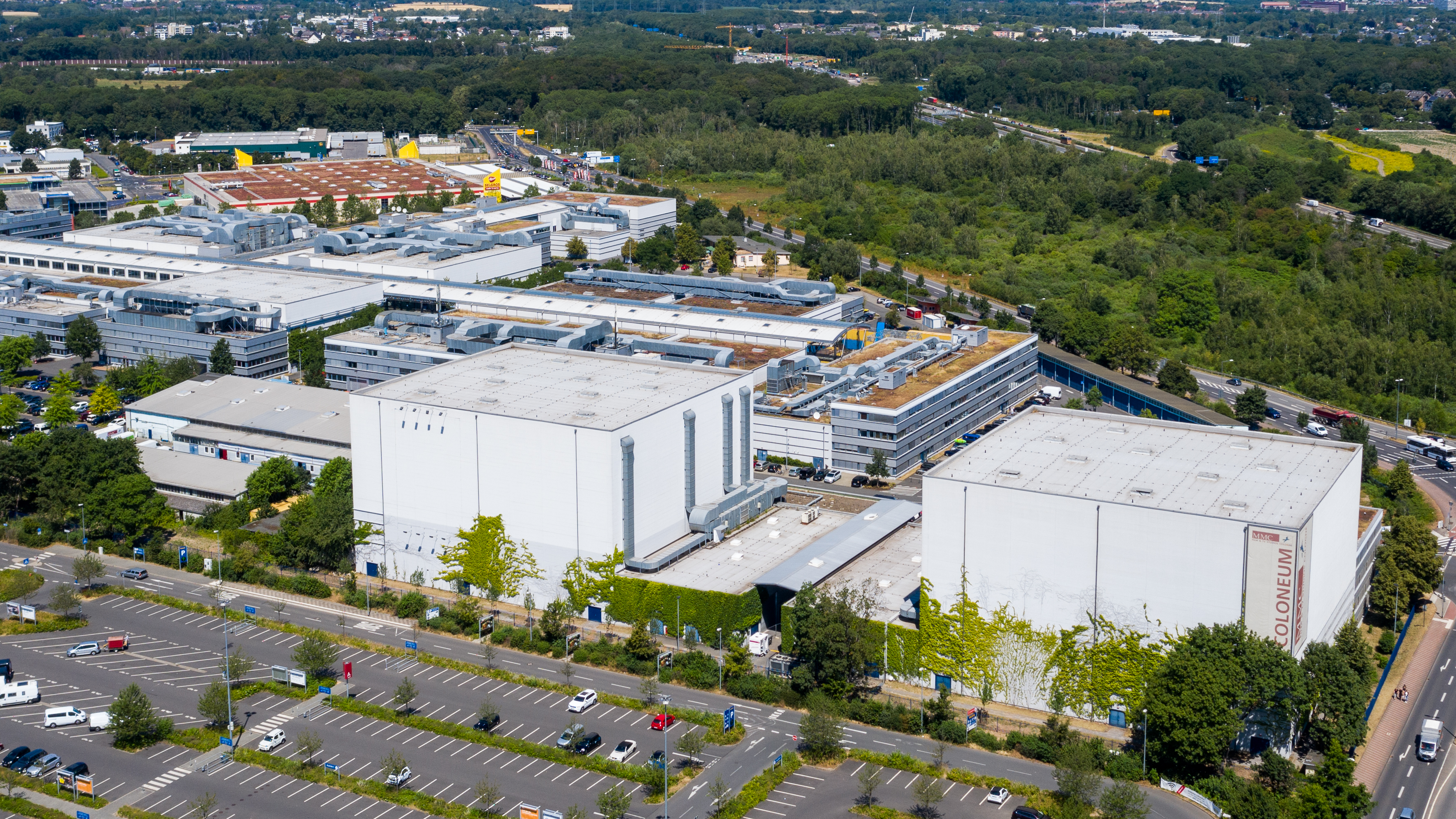
Studiogebäude des Coloneums, Luftaufnahme

Die MMC Studios Cologne (vormals Magic Media Company) ist ein deutscher Medienkonzern mit Sitz in Köln-Ossendorf. Schwestergesellschaft ist die MMC Movies Köln GmbH. Das Unternehmen ist Betreiber des Studiokomplexes Coloneum und nach eigenen Angaben eines der führenden Film- und Fernsehstudios Deutschlands.

## Unternehmen
Die MMC unterhielt bis Ende 2011 mit dem Campus Hürth in Hürth-Kalscheuren und dem Coloneum in Köln-Ossendorf zwei Produktionsstandorte im Großraum Köln. Damit besaß MMC insgesamt 32 Studios in den Größen von 200 bis 2.600 Quadratmeter. Nachdem das Gelände in Hürth 2011 vom damaligen Vermieter gekündigt wurde, konzentriert sich der Produktionsbetrieb der MMC seither auf das 157.000 Quadratmeter große Coloneum-Gelände. Dort betreibt die MMC 23 Studios. Zwei Studios haben eine Deckenhöhe von 26 Metern.
Neben dem Kerngeschäft der Vermietung von Studios, Technik und Personal für TV-, Film- und Eventproduktionen sowie deren technische Umsetzung bietet MMC Postproduktion, Channel Hosting, Bühnenbau und Set-Design, Equipment-, Lager- und Bürovermietung und Eventservice an. Die Tochterfirma MMC Movies GmbH (ko)produziert Kino- und Fernsehspielfilme und erbringt Dienstleistungen in den Bereichen Studiovermietung sowie Kulissen- und Dekorationsbau bei Kino-, TV- und Werbefilm-Projekten. Geschäftsführer der MMC sind Nico Roden (CEO) und Stefan Hoff.

## Geschichte
Anfang der 1990er Jahre suchte RTL zur Produktion von Abendsendungen passende Studioflächen im Einzugsgebiet von Köln. Als möglicher Standort boten sich die ungenutzten Lagerhallen der Firma Kran Breuer GmbH in Hürth an. Nach Verhandlungen mit den Eigentümern Helmut und Bernd Breuer wurde der Umbau beschlossen, sodass in eine vorhandene Lagerhalle und ein Nebengebäude drei Studios eingegliedert werden konnten. Als Betreibergesellschaft wurde die MMC gegründet. 1991 wurde der Standort eröffnet. Die erste Sendung war am 10. März 1991 die Musikrevue mit Peter Kraus. Das Gelände wuchs allmählich auf die spätere Größe von 18 Studios und sieben Regieräumen. Hier wurden die Shows Der Preis ist heiß und Alles nichts oder produziert.
Ende der 1990er Jahre war eine Erweiterung der bestehenden Studios nicht mehr möglich. Ein zweiter Standort wurde im Kölner Stadtteil Ossendorf gebaut. 1999 wurde das Coloneum mit weiteren dreiundzwanzig Studios sowie drei Regieräumen und einer Sendeabwicklung (SAW) auf dem Gelände des ehemaligen Flughafen Köln-Butzweilerhof eröffnet. 2002 verkauften die Brüder Breuer ihr Hürther Gelände an einen Oppenheim-Esch-Fonds, der als Eigentümer das Grundstück und die Aufbauten verwaltete und an MMC vermietete. Die Fondsgesellschaft veräußerte später beide Immobilien, so ging das Hürther Gelände an die Bernd Reiter Immobiliengruppe, die Ossendorfer Immobilie ging an die Berliner BEOS AG.
Seit 2008 war die Sparkasse KölnBonn Alleingesellschafterin der MMC, die jahrelang Verluste erwirtschaftete. Bis Dezember 2012 musste sie sich aufgrund einer Auflage seitens der EU-Kommission aus beihilferechtlichen Gründen von der MMC trennen. Am 30. Oktober 2012 wurde das Unternehmen an die DUBAG (Deutsche Unternehmensbeteiligungen AG) verkauft. DUBAG trennte sich wiederum am 25. Juni 2019 von MMC. Neuer Eigentümer ist die Frankfurter Beteiligungsgesellschaft Novum Capital.

## Coloneum

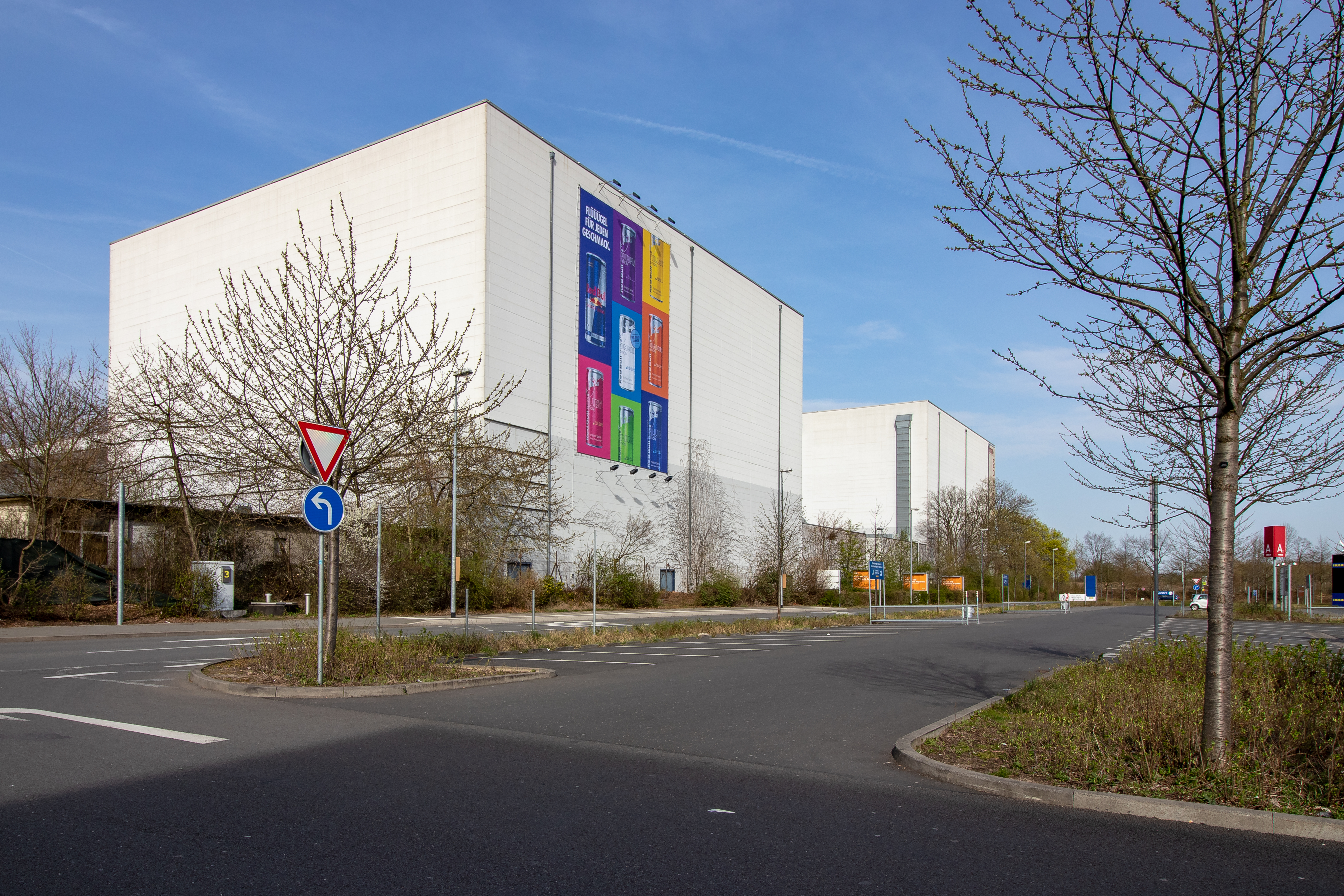
Studiogebäude des Coloneums

Aus der Veranstaltungshalle des Coloneums in Köln-Ossendorf wurde von 1999  bis 2014 im jährlichen Turnus die Verleihung des Deutschen Fernsehpreises übertragen. Inzwischen befinden sich auf dem rund 160.000 Quadratmeter großen Areal 19 moderne TV-, Event- und Film-Studios mit einer Gesamtfläche von 21.000 Quadratmetern, darunter zwei mit 23 Metern höchsten Filmstudios Europas sowie ein Greenbox-Studio mit 216 Quadratmetern Grundfläche und 125 Quadratmetern Spielfläche.
Nachdem Ende 2011 der Standort in Hürth-Kalscheuren aufgegeben wurde, ist das Coloneum der einzige Produktionsstandort, der dementsprechend weiter ausgebaut wird. Das Coloneum ist etwa die Heimat der Soaps Unter uns, Verbotene Liebe, Alles was zählt, der Casting-Show Deutschland sucht den Superstar und des Tanzwettbewerbs Let’s Dance. Für die Nachbearbeitung stehen in der MMC-Postproduktion umfangreiche Kapazitäten zur Verfügung. Die 300 Meter lange und 6.000 Quadratmeter große Coloneum-Mall wird als Tageslichtstudio angeboten.

## Korruptionsvorwürfe
2002 übertrugen die Gesellschafter Breuer ihren Anteil an der MMC an die Lana Beteiligungsgesellschaft mbH, eine Firma des Kölner Wirtschaftsprüfers Axel Schürner. Daraufhin erhob die Kölner Staatsanwaltschaft Korruptionsvorwürfe gegen die Beteiligten. Insbesondere dem ehemaligen Vorstandsvorsitzenden der Stadtsparkasse Köln, Gustav Adolf Schröder, wurde vorgeworfen, auf alleinige Initiative frühere Gesellschafter von Mietverpflichtungen gegenüber dem Oppenheim-Esch-Fonds, dem Besitzer der Studios, befreit zu haben. Die Vorwürfe wurden zurückgewiesen.
Schröder wurde im Juni 2018 unter anderem wegen Untreue zu einer zweijährigen Bewährungsstrafe verurteilt; weitere Punkte der Anklage, die sich um Bestechung drehten, wurden als nicht erwiesen angesehen.

## Liste von in den MMC-Studios produzierten Sendungen

### Shows
- 7 Tage, 7 Köpfe (bis 2005) (RTL)
- 17 Meter (ProSieben)
- Barbara Salesch – Das Strafgericht (RTL)
- Big Brother (4. bis 13. Staffel) (RTL II, Sat.1)
- Clever! – Die Show, die Wissen schafft (Sat.1)
- Dancing on Ice (RTL)
- Das Strafgericht (RTL)
- Das weiß doch jedes Kind! (Sat.1)
- Das Supertalent (RTL)
- Deal or No Deal (Sat.1)
- Dein Song (Final-Show) (KIKA / ZDF)
- Deutscher Fernsehpreis
- Deutscher Comedypreis (RTL)
- Deutschland sucht den Superstar (RTL)
- Der Comedy Olymp (RTL)
- Der große Comedy Adventskalender (RTL)
- Der RTL Comedy Grand Prix (RTL)
- Die 100.000 Euro Show (RTL)
- Die beste Klasse Deutschlands (KIKA / ZDF)
- Die Bülent Ceylan Show (RTL)
- Die Hit-Giganten Reloaded (Sat.1)
- Die Kaya Show (RTL)
- Die Oliver Geissen Show (RTL)
- Die perfekte Minute (Sat.1)
- Die Pyramide (ZDF/ZDFneo)
- Die RTL Comedy Woche (RTL)
- Die tierischen 10 (Vox)
- Es kann nur E1nen geben (RTL)
- Extreme Activity (ProSieben)
- Familienduell (RTL)
- Frei Schnauze (RTL)
- Freitag Nacht News (RTL)
- Genial daneben – Die Comedy Arena (Sat.1, RTL II)
- Germany’s Next Topmodel (ProSieben)
- Guinness Show der Rekorde (Das Erste)
- Gameshow Marathon (ProSieben)
- Grill den Henssler (VOX)
- Ich weiß alles! (Das Erste, ORF eins, SRF 1)
- Joko gegen Klaas – Das Duell um die Welt (ProSieben)
- Joko & Klaas – Die Rechnung geht auf uns! (ProSieben)
- Jungen gegen Mädchen (RTL)
- Let’s Dance (seit Staffel 3) (RTL)
- Let the music play (Sat.1)
- Karneval hoch Drei (ZDF)
- Karnevalissimo (ZDF)
- Mein allerschönstes Weihnachtslied (ZDF)
- Mein Mann kann (Sat.1)
- Nachgetreten (ZDF)
- Popstars (ProSieben)
- Promi ärgere dich nicht (Sat.1)
- Promi Big Brother
- Promiboxen (RTL)
- Promi Kocharena (VOX)
- Red Nose Day (ProSieben)
- RTL Shop (bis Ende 2006)
- Schillerstraße (Sat.1)
- Star Duell (RTL)
- Nur die Liebe zählt (Sat.1)
- Staatsanwalt Posch ermittelt (RTL)
- Täglich frisch geröstet (1. Staffel, TVNOW)
- TeamWork (ProSieben)
- The Biggest Loser (Das Finale) (Sat.1)
- The Masked Singer (ProSieben)
- Top of the Pops (RTL)
- Um Antwort wird gebeten (Comedy Central)
- Unser Lied für Liverpool (NDR für Das Erste)
- Was denkt Deutschland? (Sat.1)
- Was ist in der Box? – Das Comedy-Quiz (Sat. 1)
- Willkommen bei Mario Barth (RTL)
- Wir testen die Besten (KI.KA)
- X Factor (VOX)
- 500 – Die Quiz-Arena (RTL)
- 100.000 Mark Show (RTL, 2022)

### Serien
- Alarm für Cobra 11 (RTL)
- Alles Atze (RTL)
- Alles was zählt (RTL)
- Lena – Liebe meines Lebens (ZDF)
- Mein Leben & Ich (RTL)
- Nikola (RTL)
- Ritas Welt (RTL)
- Unter uns (RTL)
- Verbotene Liebe (Das Erste)
- Verschollen (RTL)[15]

### Fernsehsender
Der 2016 eingestellte Lokalsender center.tv Köln, der die Region Köln, Bonn und Leverkusen abdeckte, sendete täglich aus dem 450 Quadratmeter großen Studio 42 auf dem Coloneum-Gelände.

### Filmproduktionen
MMC produziert, zumeist über ihre Filmproduktionstochter MMC Movies (früher: MMC Independent GmbH – MMCI), Fernseh- und Kinofilmproduktionen oder beteiligt sich daran. Sie (ko-)produzierte Atomic Circus, Besser als Schule, Chérie, Die Abenteuer des Huck Finn, Die fabelhafte Welt der Amélie, Der König tanzt, Henri 4, Hilde, Ob ihr wollt oder nicht, Sieben Zwerge – Männer allein im Wald, Sieben Zwerge – Der Wald ist nicht genug und Tell.
Darüber hinaus agiert MMC Movies als Dienstleister für die Studiovermietung sowie den Kulissen- und Dekorationsbau bei Filmprojekten und bietet ihrer Kundschaft auch die komplette Ausführung der Dreharbeiten an.
- Als der Weihnachtsmann vom Himmel fiel
- Anonyma – Eine Frau in Berlin
- Barfuss
- Buddenbrooks
- Das Schwein von Gaza
- Das Wunder von Bern
- Der Mann mit dem Fagott
- Der Medicus
- Der Vorleser
- Die Gustloff
- Die Schule der magischen Tiere
- Eine dunkle Begierde
- Frisch gepresst
- Hindenburg
- Hinter der Tür
- Hotel Lux
- Jud Süß – Film ohne Gewissen
- Mr. Morgans letzte Liebe
- Nacht über Berlin
- One Way
- Only Lovers Left Alive
- Pettersson & Findus – Kleiner Quälgeist, große Freundschaft
- Pommes Essen
- Resturlaub
- Stauffenberg
- Tom Sawyer
- Vision – Aus dem Leben der Hildegard von Bingen

Weiterhin betreute MMC Movies Spielfilme, die außerhalb der MMC Studios gedreht werden, so Ron Howards Film Rush – Alles für den Sieg und das RTL-Event-Movie Helden – Wenn dein Land dich braucht.